# Santa Martha, Puebla
Santa Martha är en ort i Mexiko.   Den ligger i kommunen Zacatlán och delstaten Puebla, i den sydöstra delen av landet, 130 km nordost om huvudstaden Mexico City. Santa Martha ligger 2 182 meter över havet och antalet invånare är 138.
Terrängen runt Santa Martha är huvudsakligen kuperad, men norrut är den bergig. Terrängen runt Santa Martha sluttar österut. Runt Santa Martha är det ganska tätbefolkat, med 96 invånare per kvadratkilometer. Närmaste större samhälle är Zacatlán, 5,3 km söder om Santa Martha. I omgivningarna runt Santa Martha växer i huvudsak blandskog.